# Тамбовская областная универсальная научная библиотека имени А. С. Пушкина
Тамбо́вская областна́я универса́льная нау́чная библиоте́ка и́мени А. С. Пу́шкина — областное государственное бюджетное учреждение культуры Тамбовской области. Библиотека была основана в 1830 году по циркулярному предписанию министра внутренних дел, открыта для читателей — 6 декабря 1833 года. По закону Тамбовской области «О библиотечном деле в Тамбовской области» библиотека является центральной государственной библиотекой области.

## История
Тамбовская областная универсальная научная библиотека имени А. С. Пушкина является прямой наследницей и правопреемницей двух старинных библиотек — Тамбовской Публичной и Нарышкинской.

### Тамбовская публичная библиотека
Инициатором создания публичных библиотек в России выступил президент Вольного экономического общества Николай Семёнович Мордвинов. 23 апреля (5 мая) 1830 года он обратился к министру внутренних дел Арсению Андреевичу Закревскому с предложением об учреждении публичных библиотек, которых в 1830-х годах было создано 39.
Через три года, 18 (6) декабря 1833 года, библиотека, разместившаяся в старом губернаторском доме, была открыта и в Тамбове.
29 мая 1834 года императором Николаем I были утверждены правила, которыми объявлялось об учреждении единственного в своём роде акционерного общества, ставившего своей целью содействие народному просвещению созданием крупной по тому времени библиотеки.
Публичная библиотека была устроена на основе самостоятельного акционерного общества. Книжный фонд Тамбовской публичной библиотеки, открытой для читателей 6 (18) декабря 1833 года, на первых порах насчитывал свыше 11 тысяч штук, таким же фондом располагала лишь Одесская библиотека, большинство же имело фонд 2-3 тысячи экземпляров. По числу выдаваемых книг Тамбовская публичная библиотека также занимала первое место (от 2500 до 4300 экземпляров в год). Состав выдаваемых книг был разнообразен, однако предпочтение отдавалось художественной литературе (кроме русских книг выдавались и издания на иностранных языках).
24 мая 1842 года на участке, подаренном купцом Гнусовым, состоялась закладка двухэтажного дома публичной библиотеки. Строительство было завершено в 1844 году. Тамбовская библиотека в отличие от большинства прочих обладала не только комнатой для выдачи книг на дом, но и читальным залом. Пользование библиотекой для читателей, по установлению правительства, было платным. Эти деньги, а также пожертвования, проценты с акций библиотеки и аренда и были источниками существования библиотеки.
Однако посетителей за плату было немного, ожидания акционеров не оправдались. Не получая доходов, они утратили всякий интерес к библиотеке, которая к концу 1850-х годов пришла в упадок. В 1858—1867 годах она не имела подписчиков, её фонд практически оставался без присмотра и частично расхищался. Только в 1868 году Тамбовская публичная библиотека возобновила работу.
Однако в 1915 году, даже когда все держатели акций отказались от своих прав, город не принял библиотеку в свою собственность.
В 1918 году, после прихода к власти в Тамбове большевиков, фонд Тамбовской публичной библиотеки был национализирован в соответствии с декретом «Об охране библиотек и книгохранилищ РСФСР».

### Нарышкинская читальня и Особая библиотека
В 1892 году в Тамбове на средства благотворителя, поборника просвещения родного края камергера Эммануила Дмитриевича Нарышкина (1813—1901) было завершено строительство здания для народных чтений на 600 мест. Здание получило высочайше утверждённое название Нарышкинской Читальни. Спустя год, в январе 1894 года, в этом здании образовалось Книгохранилище или Особая библиотека. Особая Библиотека была открыта 1 июля 1894 года. 20 мая 1896 года была открыта Выдачная Библиотека. Также в здании разместился Историко-этнографический музей.
После национализации дворянских усадеб в 1918—1920 годах часть книг попала в Тамбовское губернское книгохранилище.

### Центральная губернская библиотека (1923)
В конце 1923 года центральное губернское книгохранилище было переведено в Нарышкинскую читальню, выполнявшую в то время функции его читального зала. Год спустя сюда же была переведена небольшая и ничем непримечательная Центральная губернская библиотека, созданная в 1918 году и ранее размещавшаяся в нескольких комнатах торгового дома Шоршова. Объединённый фонд принял имя Центральной губернской библиотеки.

### Областная библиотека им. А. С. Пушкина
В марте 1937 года решением горисполкома библиотеке было присвоено имя А. С. Пушкина. Осенью того же года с образованием Тамбовской области она стала де-факто библиотекой областной, а в феврале следующего года — и де-юре.
В 1938 году библиотека перешла на областной бюджет и расширилась за счёт образования 4 новых отделов: книгохранилища, методического, справочно-библиографического и обработки литературы.
В 1960-е годы появились патентно-технический, сельскохозяйственный и музыкально-нотный отделы. Все эти годы число поступлений новой литературы и читателей постоянно росло, в старом небольшом здании библиотеке становилось всё теснее.
В 1967—1979 годы было возведено новое современное просторное здание в самом центре города. 29 мая 1979 года оно было открыто для читателей.
В 1985 году был организован сектор редкой и ценной книги и литературы специального хранения.

## Библиотека сегодня
Областная библиотека им. А. С. Пушкина обладает широкими ресурсами, поддерживает научные и творческие отношения со множеством организаций Тамбова и области, с университетами, фондами, писательскими и краеведческими объединениями, с партнёрами и библиотеками из других городов России.
Фонд Тамбовской областной универсальной научной библиотеки имени А. С. Пушкина составляет более 2 млн экземпляров. Ежегодно в библиотеку поступает более 10 тысяч библиотечных единиц. Особую ценность представляет фонд книжных памятников или фонд редких и ценных изданий, в составе которого коллекции Д. В. Поленова, Л. А. Воейкова, А. В. Вышеславцева, А. Д. Хвощинского, Г. Р. Державина и других, пожертвованные в разные годы городу Тамбову, а также книги из национализированных библиотек и частных собраний. В редком фонде есть и старопечатные издания, созданные до 1830 года.
Библиотека является и центром культурной жизни Тамбова. В залах библиотеки проходят творческие вечера тамбовских писателей, Тамбовские чтения, встречи, презентации книг, выставки. В секторе литературы по искусству более 40 лет существует музыкальный клуб, который проводит просветительскую работу, концерты, конференции. Краеведческий отдел библиотеки ежегодно издаёт календарь памятных дат Тамбовской области и ведёт большое количество другой исследовательской работы.
С 1996 года библиотека занимается созданием электронного каталога изданий, хранящихся в её фондах. На 1 декабря 2015 года в каталог было занесено более 260 тысячей записей. Доступ к каталогу, который сильно упрощает поиск необходимой литературы, есть не только в здании библиотеки, но и доступен всем пользователям Интернета с сайта библиотеки.
Веб-сайт библиотеки предоставляет большой объём информации и реализует ряд проектов — краеведческих, образовательных, искусствоведческих. В 2008 году сайт библиотеки был удостоен 2-й премии Всероссийского конкурса сайтов публичных библиотек в номинации «Лучший сайт центральной универсальной библиотеки субъекта Российской Федерации».
В 2008[уточнить] году библиотека участвовала в Международном конкурсе сайтов и блогов, посвящённых Антону Павловичу Чехову, с проектом «Чехов и Тамбовский край», в рамках которого было выяснено, что мать Чехова — Евгения Яковлевна Чехова (Морозова) — родом из города Моршанска Тамбовской области, что окончательно решило вопрос о происхождении матери русского писателя, вызывавший споры краеведов.
Сектор оцифровки информации занимается оцифровкой дореволюционных изданий, хранящихся в фондах библиотеки, не только с целью сохранности фонда, но и для повышения доступности в частности к краеведческой информации (отсканированные книги размещаются в «Электронной библиотеке Тамбовской области»). В здании библиотеки действует Центр правовой информации, предоставляющий доступ к юридическим, законодательным и правовым базам. Информационно-сервисный центр даёт возможность читателям библиотеки воспользоваться компьютером и Интернетом, подписными базами данных, а в январе 2010 года в читальных залах появилась и новая библиотечная услуга — бесплатный доступ к Интернету посредством сети Wi-Fi.
В мае 2013 года прошла презентация библиотеки после продолжительной реконструкции, длившейся более 6 лет, во время которой библиотека продолжала работать. В библиотеке обновлены все коммуникации, проведён ремонт, заменена техника и мебель. В 2013 году в библиотеке также был открыт Центр доступа к ресурсам Президентской библиотеки им. Б. Н. Ельцина.

## Отделы библиотеки
Эти отделы библиотеки работают с читателями:
- Отдел краеведческой библиографии
- Сектор периодических изданий
- Сектор литературы по искусству
- Сектор межкультурных информационных ресурсов на иностранных языках
- Абонемент
- Отдел обслуживания
- Отдел правовой информации
- Информационно-библиографический отдел
- Информационно-сервисный центр

## Фонд Новосельского
Известный советский историк Алексей Андреевич Новосельский (1891—1967), уроженец Тамбова, завещал свою личную библиотеку своему родному городу.
В Тамбовской областной библиотеке был создан общедоступный «Фонд Новосельского» из более чем двух тысяч ранее принадлежавших историку ценных книг.

## Сотрудники
- Сапогов, Александр Ильич (1920—2008) — советский библиотековед и библиограф. В  1944 году принят на работу, в 1985-2002 гг. заведовал сектором редкой книги.